# University of Pennsylvania
Die University of Pennsylvania (oft nur Penn oder UPenn) in Philadelphia, Pennsylvania ist eine der renommiertesten Universitäten der Welt und eine der ältesten Universitäten der Vereinigten Staaten von Amerika. Sie zählt zu den selektivsten Universitäten Amerikas. Sie ist Mitglied in der Association of American Universities und einer Sportliga acht amerikanischer Elite-Unis, der Ivy League. Penn ist mit mehr als 17.000 Beschäftigten der größte private Arbeitgeber in Philadelphia.
Mit jährlichen Forschungsausgaben in Höhe von 878 Millionen US-Dollar (2015) zählt die Universität zu den größten Forschungszentren in den USA. Das jährliche Budget der Universität in Höhe von mehr als 7 Milliarden US-Dollar (Fiskaljahr 2016; rund 4,2 Milliarden US-Dollar davon sind Löhne und Gehälter) ist das größte aller Ivy-League-Universitäten. Das Stiftungsvermögen der UPenn ist mit 20,52 Milliarden US-Dollar (2021; 2013: 7,74 Mrd. $; 2020: 14,88 Mrd. $) allerdings kleiner als das anderer Universitäten wie Harvard, Princeton, Stanford oder Yale.
Die Wharton School of Business, die Law School, die School of Design und die School of Medicine genießen ein besonders hohes Ansehen.

## Geschichte

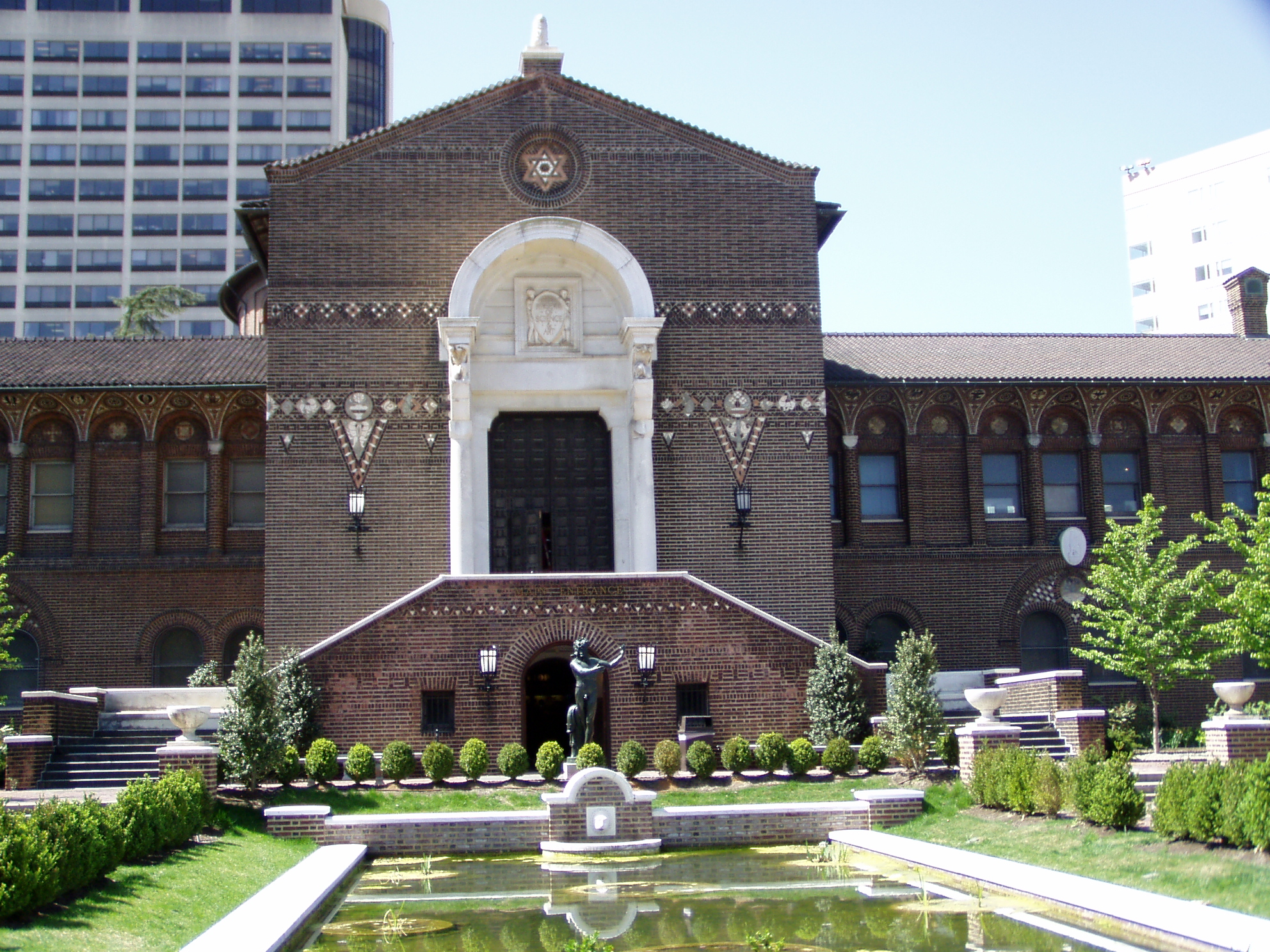
Museum der Archäologie und Anthropologie

Der Geistliche George Whitefield (1714–1770) gründete 1740 eine Organisation zur Errichtung einer Schule für sozial benachteiligte Kinder (Charity School). Die Bauarbeiten für das Schulgebäude begannen im selben Jahr. Das Gebäude konnte aufgrund von Geldmangels allerdings nicht fertiggestellt werden.
Benjamin Franklin veröffentlichte 1749 seine Vorstellungen über eine moderne Bildungseinrichtung in Philadelphia (Proposals Relating to the Education of Youth in Pennsylvania) und gründete die Akademie von Philadelphia (Philadelphia Academy). Der Aufsichtsrat der Akademie kaufte 1750 das Schulgebäude von Whitefields Schule. Auf dem Gelände sollte der zentrale Campus der Akademie entstehen. Die Akademie von Philadelphia verpflichtete sich allerdings, eine Schule für arme Kinder auf dem Gelände einzurichten.
Die Akademie und Schule für Arme öffnete 1751. Die Schule für arme Jungen nahm im September 1751 die ersten Schüler auf. Im Oktober des folgenden Jahres besuchten bereits rund 100 Schüler die Schule. Der Lehrplan bestand im Wesentlichen aus Lesen, Schreiben und Arithmetik. Ergänzt wurde dieser Lehrplan durch Lehrstunden über die Prinzipien des Christentums.
Die Schule für arme Mädchen nahm die ersten Schülerinnen im Jahr 1753 auf. Der Lehrplan umfasste im Wesentlichen Lesen, Nähen und Stricken. Zumeist besuchten rund 30 Mädchen die Schule.
Der Priester William Smith wurde 1754 vom Aufsichtsrat der Philadelphia Academy zum Schulleiter ernannt. 1755 gründete Benjamin Franklin und der Aufsichtsrat der Philadelphia Academy das College of Philadelphia mit William Smith als Hochschulleiter. Benjamin Franklin musste auf Drängen William Smiths als Vorsitzender des Aufsichtsrats zurücktreten, blieb aber Mitglied des Aufsichtsrats. Die ersten Studenten schlossen ihr Studium 1757 ab.
1765 wurde die erste medizinische Fakultät in Nordamerika am College of Philadelphia gegründet. 1777 wurde das College aufgrund des Amerikanischen Unabhängigkeitskrieges vorübergehend geschlossen.
1779 befand die Revolutionsverwaltung des Staates Pennsylvania die Gründungsurkunde des Colleges aus der Kolonialzeit für gesetzeswidrig. Die Verwaltung schrieb eine neue Gründungsurkunde und setzte einen neuen Aufsichtsrat und Hochschulleiter ein. Die Einrichtung wurde in University of the State of Pennsylvania umbenannt.
Während Benjamin Franklin im Jahr 1784 Paris besuchte, schenkte König Ludwig XVI. der Universitätsbibliothek Bücher. Nach der Rückkehr Franklins 1785 nach Philadelphia wurde er zum Vorsitzenden des Aufsichtsrats der University of the State of Pennsylvania gewählt. 1789 stellte das Parlament des Staats Pennsylvania das College of Pennsylvania mit seinem ursprünglichen Aufsichtsrat und Hochschulleiter 1789 wieder her.
Per Gesetz wurden 1791 die University of the State of Pennsylvania und das College of Philadelphia zur University of Pennsylvania fusioniert. Diese Institution besteht bis heute.
1954 wurde gemeinsam mit dem US Army Chemical Corps das Institute for Cooperative Research (ICR) gegründet, das mutmaßlich Chemiewaffen für den Einsatz im Vietnamkrieg entwickelte. Nach mehrjährigem Protest durch Hochschulangehörige ordnete Universitätspräsident Gaylord P. Harnwell 1966 die Auflösung des Instituts an. Der Sitz am Campus aufgegeben und das ICR ging in der Unternehmensberatung Booz Allen Hamilton auf. Darüber hinaus beteiligte sich die University of Pennsylvania am MKUltra-Programm der CIA. In den Holmesburg Prison Experiments wurden durch die Universität bis 1974 Experimente mit Häftlingen durchgeführt und diese beispielsweise Mikrowellenstrahlung und Dioxin ausgesetzt. Bis in die Gegenwart finden an der Hochschule auch militärische Forschung und entsprechende Ausgründungen statt.
Am 9. Dezember 2023 traten die Präsidentin der University of Pennsylvania, Liz Magill, und der Vorsitzende des Kuratoriums, Scott L. Bok, zurück. Magill war seit Juli 2022 Präsidentin der Penn (auf sie folgte interimistisch als Präsident J. Larry Jameson). Während einer Anhörung vor dem Kongress der Vereinigten Staaten am 6. Dezember bestätigte Magill nicht eindeutig, dass Aufrufe zum Völkermord an jüdischen Menschen eine Belästigung an der Universität darstellen. Magills Rücktritt folgte auf eine Reihe von kontroversen Vorfällen seit September 2023.

## Organisation

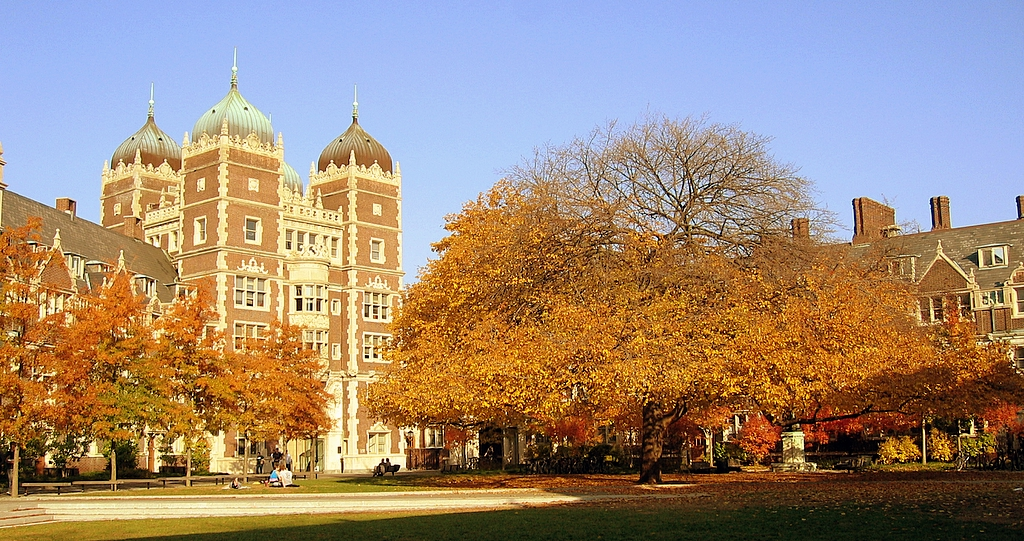
Ware College House, Campus der University of Pennsylvania

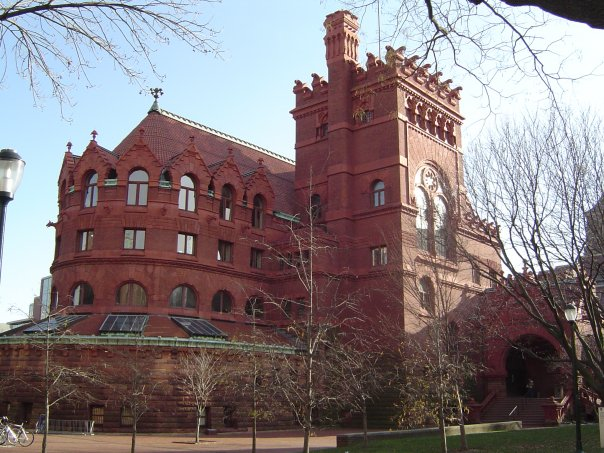
Die Fisher Fine Arts Library auf dem Campus der University of Pennsylvania

### Campus
Der städtische Campus von Penn liegt seit den 1870er Jahren in West Philadelphia, in der Nähe des Stadtzentrums von Philadelphia. Der rund 1,1 km² umfassende Campus in Philadelphia besteht aus 152 Gebäuden (2005; ohne Universitätsklinik).
Penn besitzt mit dem New Bolton Center auch eine Forschungseinrichtung außerhalb von Philadelphia. Dieses Zentrum dient hauptsächlich als veterinäre Klinik. Der Botanische Garten der Universität, das Morris Arboretum, liegt nördlich der Stadtmitte.

### Fakultäten
Es gibt 12 Graduiertenschulen. Einige Schulen, wie die School of Arts & Sciences, sind in Fachbereiche (Chemie, Physik etc.) unterteilt.
- Design
- Ingenieur- und angewandte Wissenschaften
- Kommunikationswissenschaften (Annenberg School for Communication)
- Künste und Wissenschaften
- Medizin
- Pädagogik
- Pflege
- Rechtswissenschaften
- Sozialpolitik und Praxis
- Tiermedizin
- Wirtschaftswissenschaften (Wharton School of Business)
- Zahnmedizin

Für Bachelor-Studenten gibt es vier verschiedene Schulen:
- College of Arts & Sciences
- Wharton School of Business
- The School of Engineering and Applied Sciences
- The Nursing School

Nach dem „One-University“-Konzept ist es Studenten nicht nur erlaubt, sondern empfohlen, Kurse in anderen Fakultäten zu besuchen. Viele Studenten profitieren von diesem Konzept, in dem sie zum Beispiel ihr Studium am College of Arts & Sciences mit Kursen von der Wharton School oder auch der Rechtsfakultät (eigentlich nur für Master-Studenten) ergänzen.
Dazu offeriert Penn vier sog. „joint degree programs“:
- The Jerome Fisher Program in Management and Technology
- The Huntsman Program in International Studies and Business
- Nursing and Health Care Management
- The Roy and Diana Vagelos Program in Life Sciences and Management (gestiftet vom Merck-CEO P. Roy Vagelos – ein Absolvent der Universität – und seiner Frau)

Diese sind besonders renommiert, da Studenten in zwei verschiedenen Schulen immatrikuliert sind.

### Zulassung von Studenten
Bei der Zulassung von Bewerbern, die einen Bachelorabschluss anstreben („undergraduates“), ist Penn eine der selektivsten Universitäten in den Vereinigten Staaten. Im Jahr 2016 wurden nur rund 9,4 % der Bewerber angenommen. Von der Abschlussklasse 2015 (Beginn des Studiums im Herbst 2011) gehören 97 % der zugelassenen Bewerber zu den besten 10 % ihrer Schulklasse. Bei Studiengängen für Postgraduierte („graduate programs“) ist die Zulassungsrate unter anderem von der Reputation des jeweiligen Studiengangs abhängig.

### Studiengebühren und finanzielle Unterstützung
Für das Studienjahr 2020/2021 betrugen die Studiengebühren 60.042 US-Dollar (2015/16: 49.536 $) für Nichtgraduierte („undergraduates“). Die Gesamtgebühren für Nichtgraduierte, die auf dem Campus wohnen (was im ersten Studienjahr verpflichtend ist), betragen 81.110 US-Dollar (2015/16: 66.800 $), für Nichtgraduierte, die nicht auf dem Campus wohnen, 78.828 US-Dollar (55.100 $).
Nichtgraduierte werden durch Darlehen oder Stipendien von der Universität unterstützt. Doktoranden und Masterstudenten müssen im Allgemeinen keine Gebühren bezahlen und erhalten darüber hinaus Stipendien für den Lebensunterhalt. Ein Stipendium eines Doktoranden in der School of Arts and Sciences besteht aus einem Studiengebührenerlass (ca. 34.000 US-Dollar), einer Krankenversicherung (ca. 2200 US-Dollar) und einem Stipendium in Höhe von ca. 24.500 US-Dollar (Akademisches Jahr 2006–2007).

## Zahlen zu den Studierenden
Von den 28.038 Studierenden im Herbst 2021 studierten 23.030 in Vollzeit und 5.008 in Teilzeit. 10.106 arbeiteten in Vollzeit auf ihren ersten Studienabschluss hin (undergraduates). 12.924 strebten in Vollzeit einen weiteren Abschluss an (graduates).
Im Herbst 2020 waren 26.552 Studierende eingeschrieben. Davon strebten 11.155 undergraduates ihren ersten Studienabschluss an. Von diesen waren 55 % weiblich und 45 % männlich; 23 % bezeichneten sich als asiatisch, 8 % als schwarz/afroamerikanisch und 10 % als Hispanic/Latino. 10.428 graduates arbeiteten auf einen weiteren Abschluss hin.

## Sport
Die Sportteams sind die Quakers. Die Hochschule ist Mitglied in der Ivy League.

## Sehenswürdigkeiten auf dem Campus
Das 1887 gegründete University of Pennsylvania Museum of Archaeology and Anthropology ist ein archäologisches und anthropologisches universitätseigenes Museum und befindet sich auf dem Campus.

## Persönlichkeiten

### Professoren und Dozenten
Nobelpreisträger
Folgende Preisträger waren Professoren an der University of Pennsylvania zum Zeitpunkt der Preisverleihung.
- Raymond Davis Jr. (1914–2006) (Nobelpreis für Physik, 2002; Professor für Physik von 1985 bis 2006)
- Alan G. MacDiarmid (1927–2007) (Nobelpreis für Chemie, 2000; Professor für Chemie 1955–2007)
- Lawrence R. Klein (1920–2013) (Nobelpreis für Ökonomie, 1980; Professor für Ökonomie seit 1958; Emeritus seit 1991)
- Baruch S. Blumberg (1925–2011) (Nobelpreis für Medizin, 1976; Professor für Medizin seit 1964; Emeritus seit ?)
- John Robert Schrieffer (1931–2019) (Nobelpreis für Physik, 1972; Professor für Physik von 1962 bis 1980)

Folgende Preisträger waren Professoren oder Forscher an der University of Pennsylvania. Die Preisverleihung fand zu einem Zeitpunkt nach oder vor ihrer Zugehörigkeit zur University of Pennsylvania statt.
- Ragnar Granit (1900–1991) (Nobelpreis für Medizin, 1967; Forscher von 1929 bis 1931)
- Haldan K. Hartline (1903–1983) (Nobelpreis für Medizin, 1967; Professor für ? von 1936 bis 1949)
- Alan J. Heeger (* 1936) (Nobelpreis für Chemie, 2000; Professor für Physik von 1962 bis 1982)
- Robert Hofstadter (1915–1990) (Nobelpreis für Physik, 1961; Forscher von 1939 bis 40; Lehrtätigkeit 1940–41)
- Katalin Karikó (* 1955) (Nobelpreis für Medizin, 2023; Forscherin von 1990 bis 2013, Weggang nach Mainz wegen fehlender Anerkennung)
- Simon Smith Kuznets (1901–1985) (Nobelpreis für Ökonomie, 1971; Professor für Ökonomie von 1930 bis 1954)
- Otto F. Meyerhof (1884–1951) (Nobelpreis für Medizin, 1922; Professor für Chemie von 1940 bis 1951)
- Edward C. Prescott (1940–2022) (Nobelpreis für Ökonomie, 2004; Professor für Ökonomie von 1967 bis 1971)
- Irwin A. Rose (1926–2015) (Nobelpreis für Chemie, 2004; Professor für Chemie in den 1970er Jahren)
- Hideki Shirakawa (* 1936) (Nobelpreis für Chemie, 2000; Post-Doktorand, 1976–1977)
- Vincent du Vigneaud (1901–1978) (Nobelpreis für Chemie, 1955; Assistent in Biochemie von 1924 bis 1925)

Penn Alumni, welche einen Nobelpreis erhalten haben, sind im Abschnitt „Nennenswerte Alumni“ aufgeführt.
Dozenten
- Dorothy Brady (1903–1977) (Professorin für Wirtschaftswissenschaften von 1958 bis 1970)
- Eugenio Calabi (1923–2023) (Professor für Mathematik 1964–1994; Leroy P. Steele Prize 1991 für seine Beiträge zur Differentialgeometrie)
- Hermann Volrath Hilprecht (1859–1925) (Professor für Assyriologie und Äthiopiologie)
- Madeleine M. Joullié (* 1927) (Professorin für Organische Chemie seit 1974)
- Louis Isadore Kahn (1901–1974) (Professor für Architektur, 1957–1973)
- Stuart Kauffman (* 1939) (Professor für Biochemie und Biophysik von 1975 bis 1995)
- James McKeen Cattell (1860–1944) (Professor für Psychologie von 1888 bis 1891; erster Professor für Psychologie der USA)
- Martin Ostwald (1922–2010) (Professor für griechische Philologie von 1968 bis 1992)
- Tal Rabin (* 1962) (Professorin für Informatik seit 2020)
- Thorsten Sellin (1896–1994) (Kriminologe, Professor für Soziologie von 1926 bis 1959)
- Lightner Witmer (1867–1956) (Professor für Psychologie, Gründer der ersten psychologischen Klinik)

### Absolventen
1. Naturwissenschaften und Medizin
- Christian B. Anfinsen (1916–1995) (MS, 1939; Nobelpreis für Chemie, 1972)
- Harry F. Bisel (1918–1994) (Pionier der Onkologie)
- Michael S. Brown (* 1941) (BS, 1962; MD, 1966; Nobelpreis für Medizin oder Physiologie, 1985)
- Gerald M. Edelman (1929–2014) (MD, 1954; Nobelpreis für Medizin oder Physiologie, 1976)
- Gloria Ford Gilmer (1928–2021) (MA, Mathematikerin und Hochschullehrerin)
- Isaac Israel Hayes (1832–1881) (G' 1853; Polarforscher)
- Elisha Kent Kane (1820–1857) (G' 1842 Polar- und Afrikaforscher)
- Mary Engle Pennington (1872–1952) (PhD, 1895; Chemikerin und Bakteriologin, Pionierin der Lebensmittelkühlung und 1907–1919 bei der späteren FDA)
- Stanley B. Prusiner (* 1942) (AB, 1964; MD, 1968; Nobelpreis für Medizin oder Physiologie, 1997)
- Ahmed H. Zewail (1946–2016) (PhD, 1973; Nobelpreis für Chemie, 1999)
- Ei-ichi Negishi (1935–2021) (PhD, 1963; Nobelpreis für Chemie, 2010)
- Sheena Iyengar (* 1969) (B.A. Psychologie)
- P. Roy Vagelos (* 1929), Chemie (BS 1950), Biochemiker und Vorstandsvorsitzender von Merck
- Roger Arliner Young (1889–1964) (PhD, 1940; Zoologin und Hochschullehrerin)

2. Wirtschaft
- Walter H. Annenberg (1908–2002) (G’ 1931; Geschäftsmann, Philanthrop, Botschafter der USA in Großbritannien von 1968 bis 1974)
- Leonard Bosack (* 1952) (BS, 1973; Mitgründer von Cisco Systems)
- Warren Buffett (* 1930) (Penn-Student in den 1940er Jahren; Abschluss an einer anderen Institution; US-Investor, der als einer der reichsten Männer der Welt gilt)
- Peter Lynch (* 1944) (MBA, 1968; Investmentfondsmanager und Berater bei Fidelity Investments)
- Donald J. Trump, Sr (* 1946) (BS, 1968; CEO der Trump Organization und Milliardär, 45. Präsident der USA)
- Klaus Zumwinkel (* 1943) (MBA, 1971; ehemaliger Vorstandsvorsitzender der Deutschen Post AG)
- Elon Musk (* 1971) (BS und BA, 1995; CEO Tesla, Inc., Gründer, CEO sowie CTO SpaceX, Mitgründer PayPal unter anderem)[18]

3. Politik und Justiz
- William Henry Harrison (1773–1841) (G’ 1791; 9. Präsident der Vereinigten Staaten)
- Martin Luther King (1929–1968) (besuchte Vorlesungen; Abschluss an einer anderen Institution; US-Bürgerrechtler und Friedensnobelpreisträger)
- Kwame Nkrumah (1909–1972) (MS, 1942; MA, 1943; Erster Präsident von Ghana (1960–1966))
- Alassane D. Ouattara (* 1942) (PhD, 1972; Premierminister der Elfenbeinküste, 1990–1993 und Stellvertretender Managing Direktor des Internationalen Währungsfonds, 1994–1999)
- Owen Roberts (G’ 1898; Richter am US Supreme Court von 1930 bis 1945)

 4. Sport
- Chuck Bednarik (1925–2015) (American-Football-Spieler, seit 1967 Mitglied in der Pro Football Hall of Fame)
- Tex Hamer (1901–1981) (American-Football-Spieler)
- Kevin Stefanski (* 1982) (American-Football-Trainer)
- Walt Stickel (1922–1987) (American-Football-Spieler)
- Hayley Wolff (* 1964) (Freestyle-Skierin)
- Lina Qostal (* 1997), marokkanische Tennisspielerin

5. Sonstiges
- Edward Peter Cullen (1933–2023), MA, Bischof von Allentown
- Henry Glade (1920–1999), MA und PhD, Sprachwissenschaftler und Hochschullehrer
- Hilary Putnam (1926–2016) (BA; einer der bedeutendsten und einflussreichsten Vertreter der Philosophie des Geistes, der Sprachphilosophie und der Philosophie der Mathematik im 20. Jahrhundert, Präsident der American Philosophical Association und Mitglied der American Academy of Arts and Sciences)
- Walter Seltzer (1914–2011), 1934; Publizist und Filmproduzent (Jahr 2022… die überleben wollen (Soylent Green))
- Gil Stein (* 1956) (PhD, 1988; Leiter des Oriental Institute der University of Chicago)
- Morten Solvik (* 1962), Musikwissenschaftler und Direktor des IES Wien
- Tiffany Ariana Trump (* 1993), Tochter des 45. US-Präsidenten Donald Trump

## Weiteres

### Hochschulentwicklung – „The Penn Compact“
Kern des Hochschulentwicklungsplans ist der von Präsidentin Amy Gutmann im Jahr 2004 vorgestellte „Penn Compact“. Mit diesem Plan hat sich Penn das Ziel gesetzt in Lehre, Forschung und Dienstleistung weiterhin exzellente Leistungen zu erbringen. Der „Penn Compact“ besteht aus drei Kernzielen:
- Der Zugang von exzellenten Studenten aus allen sozialen Schichten soll durch verbesserte finanzielle Unterstützung erleichtert werden.
- Das Wissen aus unterschiedlichen Disziplinen soll stärker in Lehre und Forschung integriert werden. Dies soll unter anderem durch verstärkte Rekrutierung von international renommierten Wissenschaftlern geschehen. Diese sollen Positionen in mehreren Fakultäten innehaben um interdisziplinäre Zusammenarbeit zu fördern.
- Das regionale und weltweite Engagement der University of Pennsylvania soll weiter verstärkt werden. Die Hochschule soll durch die Weiterentwicklung des Campus aktiv an der städtischen Entwicklung mitwirken.[19]

### Bezeichnung der Universität
Die University of Pennsylvania ist eine private Universität in Philadelphia. Die Universität wird häufig mit Pennsylvania State University (Penn State) verwechselt. Es besteht allerdings keine Verbindung zwischen diesen beiden Institutionen.
Die University of Pennsylvania hat im Jahr 2002 beschlossen, Penn als offizielle Abkürzung zu verwenden. Allerdings findet man in den englischsprachigen Medien immer noch häufig die Abkürzung UPenn.
In den deutschsprachigen Medien werden die Bezeichnungen Universität von Pennsylvania, Pennsylvania-Universität und University of Pennsylvania verwendet.

### Kooperationen
Die Universität kooperiert in Deutschland u. a. mit der Goethe-Universität Frankfurt am Main, insbesondere in den Fächern Wirtschaft, Finanzen und Recht.